# Secta letal
Secta letal es una novela de Clive Cussler, escrita junto a Jack Du Brul. Es la quinta aventura del capitán Juan Cabrillo y su tripulación.

## Argumento
El libro continua con las aventuras del buque de carga Oregón.
El Oregón es un barco tapadera cuya tripulación se dedica en realidad a operaciones de inteligencia. Investigando un crucero a la deriva donde toda la tripulación y los pasajeros, excepto una chica, están muertos, el capitán Juan Cabrillo descubre una siniestra conspiración que podría desatar una pandemia global. La misión les llevara desde el mar del Norte hasta el canal de Corinto.

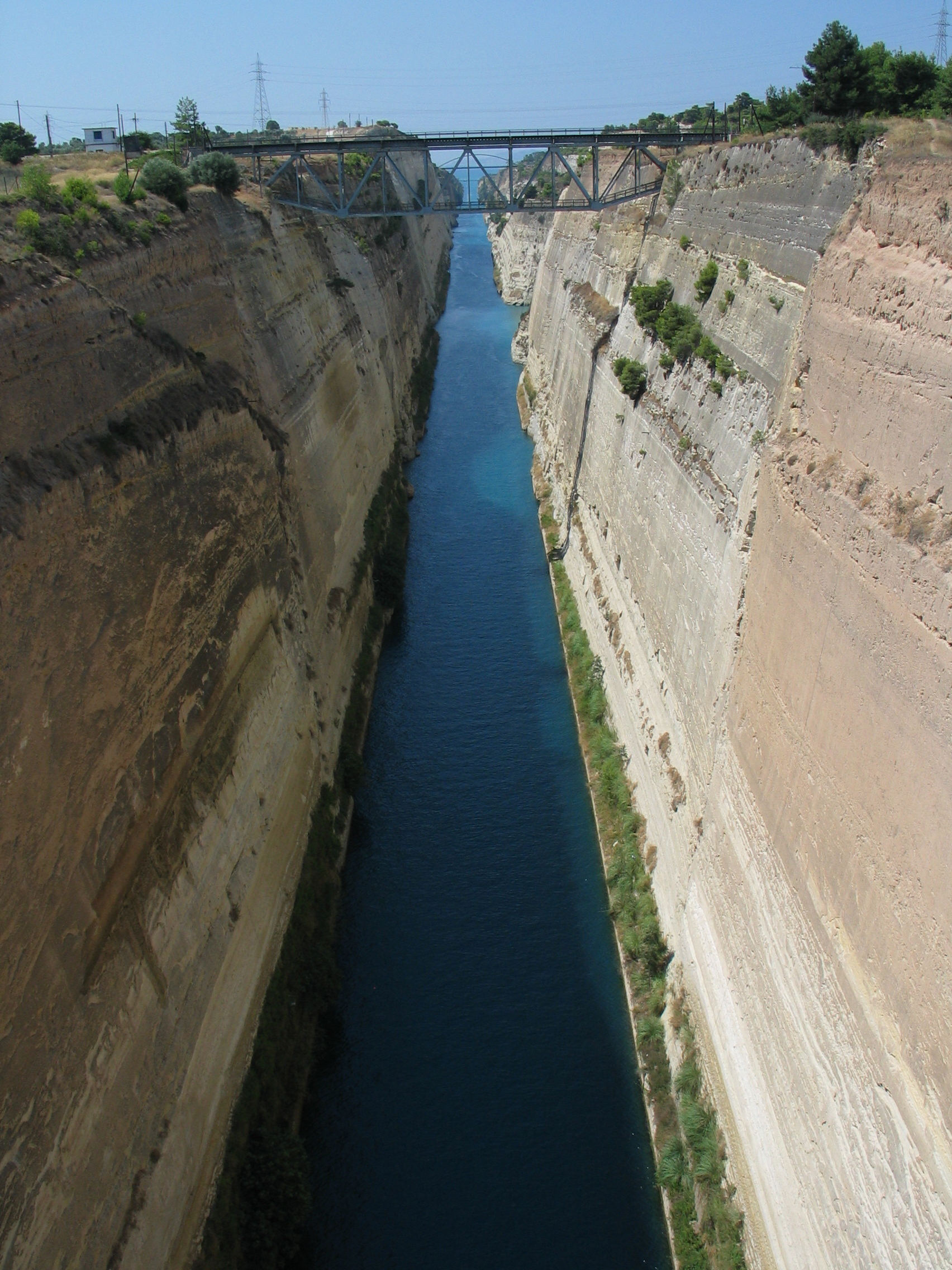
Canal de Corinto